# Революція в Ємені
Повстання в Ємені — акції протесту, що почалися 27 січня 2011 та тривали до 27 лютого 2012 року.
27 січня 2011 на вулиці столиці держави, міста Сани вийшли тисячі людей з вимогою відставки президента Ємену Алі Абдалли Салеха. Перша демонстрація відбулася 22 січня з вимогою відставки президента, він перебуває при владі 32 роки, з 1978 року.

## Передісторія
У Ємену один із найнижчих індексів розвитку людського потенціалу в арабському світі. Більша частина держави живе на 2 $ в день або менше, а третина населення страждає від постійного голоду.
Держава перебуває у тривалому конфлікті з Аль-Каїдою, в якій у Ємені достатньо сильні позиції, а на півдні країни сильна підтримка сепаратистських рухів, що бажають відродження республіки Ємен.

## Хроніка
- 22 січня — перша демонстрація в державі, організована за прикладом аналогічних демонстрацій в Тунісі.
- 27 січня — нові протести в столиці.
- 2 лютого — виступаючи в парламенті президент Ємену повідомив про те, що він відмовився брати участь у наступних виборах, не буде передавати владу сину, заморозить поправку до конституції що дозволяє президенту бути при владі понад два строки підряд[7].
- 3 лютого — «День гніву» демонстрація зібрала 20 тис. учасників біля університету, прибічники президента, декілька сотень, зібралися на площі Тахрір в центрі Сани[8][9]. В Адені зіткнення демонстрантів із поліцією.
- 17 лютого — сьомий день підряд не зупиняються демонстрації з вимогою відставки президента[10], зіткнення протиурядових сил з опозицією в Сані, вбиті поліцією в Адені.
- 21 лютого — президент повідомив, що не піде під тиском опозиції[11].
- 26 лютого — лідери двох впливових племен відмовили в підтримці президенту і перейшли на бік опозиції[12][13].
- 28 лютого — для врегулювання конфлікту і початку проведення реформ президент запропонував опозиції вступити до «об'єднаного уряду», але опозиція пропонування відхилила, заявивши, що воно надійшло занадто пізно і єдиним рішенням є відставка уряду[14][15].
- 4 березня — загинули два демонстранти.
- 8 березня — Близько 50 людей були поранені у вівторок в результаті розгону поліцією демонстрації в Ємені[16].
- 13, 14 березня — розстріл і жертви демонстрантів в містах держави.
- 18 березня (п'ятниця) — в результаті нападу на антиурядову демонстрацію вбито 52 людини[17]. У державі введено надзвичайний стан[18].
- 20 березня — президент Ємену відправив у відставку уряд[19][17].
- 21 березня — генерал-майор Алі Мохсен аль-Ахмар — командувач 1-ї бронетанкової дивізії сухопутних військ Ємену — заявив від імені своїх офіцерів, що вони «виступають за мирну революцію молоді» і підтримують опозиціонерів. Повсталий генерал звинуватив президента Ємену Алі Абдаллу Салеха в придушенні мирних протестів і підштовхуванні держави до громадянської війни[20]. Після цього в столицю були введені танки на чолі з сином президента, а також дивізія, що підкорялася генералу, що дезертирував. Міністр оборони пообіцяв захищати режим нинішнього президента від будь-яких спроб перевороту.[21].
- 23—25 травня — в столиці Ємену Сані 23 травня почались збройні сутички між лояльними президенту Салеху військами і озброєними загонами племені Хашид[22], до якого належить і сам президент[23]. За повідомленням BBC, зіткнення почались після того, як урядові сили здійснили напад на резиденцію шейха Садека аль-Ахмара, одного із впливових лідерів племені. Впродовж трьох днів жертвами зіткнень в столиці стали 72 людини[24]. Загони озброєної опозиції здійснили напад на ряд урядових будівель, у тому числі на міністерство внутрішніх справ[25].
- 27 травня — урядові ВПС завдали авіаударів по позиціях повсталих племен. Зіткнення повстанців і урядових сил сталися також на Півдні Ємену[26].
- 28 травня — досягнуто перемир'я між прибічниками президента Салеха і повсталими племенами[27]. За п'ять днів, за даними BBC, жертвами збройних зіткнень між силами лояльними президенту й ополченцями племені хашид стали 124 особи[28].
- 30—31 травня — жертвами розгону антиурядового мітингу в місті Таїз (Taiz) стали більш ніж 50 осіб[29]. Водночас повідомляється про бомбардування міста Зінджибар (Zinjibar) на півдні Ємену. За повідомленням РИА-Новости, жертвами нальоту стали 13 мирних жителів[30]. Над ним, за попередніми даними, встановили контроль бойовики ісламістського угруповання. За ствердженням уряду, вони пов'язані з відділенням аль-Каїди на Аравійському півострові. У ніч з понеділка на вівторок відновилися збройні зіткнення в Сані. Очевидці повідомляють про використання у вуличних боях артилерії[29].
- 3 червня — в результаті обстрілу президентської резиденції поранення отримав президент Салех, прем'єр-міністр і спікер парламенту, були вбиті також семеро охоронців. Раніше цього урядові війська обстріляли дім шейха Хаміда аль-Ахмара, брата лідера племені хашид шейха Садека аль-Ахмара. Збройні зіткнення в столиці прийняли особливо жорстокий характер після того, як напередодні в місто намагались прорватися біля тисячі ополченців із повсталих племен[31]. У своєму виступі на радіо Салех звинуватив у здійсненні нападу на президентську резиденцію впливове північне племінне об'єднання хашид, на чолі з шейхом Садеком аль-Ахмаром. Останній, своєю чергою, заявив, що члени племені не мають відношення до цієї атаки. Навпаки, відповідальність за напад він поклав на президента Салеха, що намагався, за його словами, таким чином виправдати ескалацію насилля на вулицях Сани[32].
- 30 червня — влада Ємену офіційно визнала втрату контролю над п'ятьма провінціями[33].

## Відставка Салеха
23 листопада у столиці Саудівської Аравії Салех підписав Указ про передачу повноважень віце-президенту держави, з четвертої спроби, три до цього провалювались.

## Внутрішні відгуки
Після розстрілу демонстрантів у п'ятницю, 18 березня в знак незгоди два міністри уряду пішли у відставку, посол при ООН подав у відставку, 23 депутати вийшли з парламенту і партії президента, все це призвело до відставки президентом уряду країни.
5 послів Ємену в Європі + Куба призвали до відставки президента Салеха.

## Зарубіжні відгуки
- МЗС Росії із заявою про недопущення застосування сили проти населення в Ємені[35].
- МЗС Франції — 21 березня міністр іноземних справ заявив, що відставка Салеха невідворотна[36].
- «Амір» Кавказького Емірату Доку Умаров в інтерв'ю, опубліковане на сайті «Кавказ-центру» 17.05.2011, роздумував про арабські революції заявив: «Можливо, найцікавіші події із всіх арабських держав можна очікувати в Ємені, де позиції моджахедів найбільш перспективні і звідки може початися серйозний військовий рух»[37].